# 대한민국 형사소송법 제351조
대한민국 형사소송법 제351조는 상소의 취하와 피고인의 동의에 대한 형사소송법의 조문이다.

## 조문
제351조(상소의 취하와 피고인의 동의)피고인의 법정대리인 또는 제341조에 규정한 자는 피고인의 동의를 얻어 상소를 취하할 수 있다.

第351條(上訴의 取下와 被告人의 同意)被告人의 法定代理人 또는 第341條에 規定한 者는 被告人의 同意를 얻어 上訴를 取下할 수 있다.

## 참고 문헌
- 손동권 신이철, 새로운 형사소송법(초판, 2013), 세창, 2013. ISBN 9788984114081